# Lijst van voetbalinterlands Armenië - Denemarken (vrouwen)
Deze lijst van voetbalinterlands is een overzicht van alle officiële voetbalwedstrijden tussen de nationale vrouwenteams van Armenië en Denemarken. De landen hebben tot nu toe twee keer tegen elkaar gespeeld.

## Wedstrijden
| № | Plaats  | Datum             | Competitie           | Wedstrijd            | Uitslag |
| - | ------- | ----------------- | -------------------- | -------------------- | ------- |
| 1 | Jerevan | 21 september 2011 | EK 2013 kwalificatie | Armenië − Denemarken | 0 − 5   |
| 2 | Vejle   | 23 november 2011  | EK 2013 kwalificatie | Denemarken − Armenië | 11 − 0  |

## Samenvatting
| Competitie      | Totaal gespeeld | Winst Armenië | Gelijk | Winst Denemarken | Doelsaldo Armenië – Denemarken |
| --------------- | --------------- | ------------- | ------ | ---------------- | ------------------------------ |
| EK-kwalificatie | 2               | 0             | 0      | 2                | 0 − 16                         |
| Totaal          | 2               | 0             | 0      | 2                | 0 − 16                         |